# Ulster-Zyklus
Als Ulster-Zyklus wird eine Gruppe alt- und mittelirischer Sagen und Erzählungen zusammengefasst. 
Der Zyklus stellt einen der vier großen Zyklen der altirischen Mythologie dar und umfasst Werke über die traditionellen und mythischen Helden der irischen Provinz Ulster. Die Handlung ist in der Zeit um Christi Geburt angesiedelt. Aufgezeichnet wurden die Erzählungen im 12. bis 15. Jahrhundert in Prosa, doch deuten einige Verspartien auf eine sprachliche Fixierung im 8. oder sogar 7. Jahrhundert. Der Erzählton ist meist realistisch, teils gewaltsam, teils komisch; auch übernatürliche Kräfte sind am Wirken.
Im Zentrum des Zyklus steht die Sage Táin Bó Cúailnge („Das Wegtreiben der Rinder von Cooley“), die die Geschichte der Verteidigung Ulsters gegen die Krieger der Nachbarprovinz Connacht unter Königin Medb und König Ailill mac Máta erzählt. 
Im Mittelpunkt der Geschichten stehen Conchobar mac Nessa, König von Ulster, und vor allem der jugendliche Held Cú Chulainn. Ein wichtiger Handlungsstrang ist die tragische Liebesgeschichte Longas mac nUislenn („Das Exil der Söhne Uislius“) über Deirdre und Naoise.
Der Táin Bó Cúailgne sind einige, ebenfalls zum Ulster-Zyklus zugehörige Vorgeschichten zugeordnet, die remscéla. Dazu gehören die Sagen Aislinge Oenguso („Oengus’ Traumgesicht“), Compert Con Chulainn („Die Zeugung Cú Chulainns“), Compert Conchobuir („Die Zeugung Conchobars“), De chophur in da muccida („Vom (?) der beiden Schweinehirten“), Echtrae Nerai („Neras Abenteuer“), Macgnímrada Con Culainn („Cú Chulainns Knabentaten“), Noínden Ulad („Die Schwäche der Ulter“), Serglige Con Chulainn ocus oenét Emire („Cú Chulainns Krankenlager und die einzige Eifersucht Emers“), Táin Bó Froích („Das Wegtreiben der Rinder Froechs“) und Tochmarc Emire („Das Werben um Emer“). 
Weitere Erzählungen sind etwa Aided Cheltchair maic Uthechair („Der Tod Cheltchars, des Sohnes Uthechars“), Aided Chonchobuir („Conchobars Tod“), Aided Chon Culainn („Der Tod Cú Chulainns“), Aided Loegairi Buadaig („Der Tod Loegaires des Siegreichen“), Aided Oenfir Aífe („Der Tod von Aífes einzigem Sohn“), Cath Étair („Die Schlacht von Étar“), Echtra Fergusa maic Léte („Das Abenteuer von Fergus mac Léite“), Fled Bricrenn („Bricrius Fest“), Immacallam in dá Thuarad („Die Unterredung der beiden Weisen“), Scéla mucce Meic Dathó („Die Geschichte von Mac Dathós Schwein“) und Togail Bruidne Da Derga („Die Zerstörung der Halle Da Dergas“). 
Lange Zeit wurden die Geschichten des Ulster-Zyklus als authentisches Zeugnis der vorchristlichen irischen Kultur angesehen. In neuerer Zeit hat sich jedoch eine kritischere Deutung etabliert, die sowohl den mythischen als auch historischen Charakter vieler Passagen betont und in vielen Schilderungen des Alltags- und Gesellschaftslebens die zeitgenössische Kloster- und Profankultur wiedererkennt, in der die Aufzeichner der Sagen lebten.
Der Ulster-Zyklus beschreibt, im Gegensatz zu den Erzählungen des Finn-Zyklus, eine Gesellschaft, in der ein Sakralkönigtum herrscht, gestützt von adeligen Kriegern mit Streitwagen. Kampf und Viehzucht sind der Mittelpunkt des Lebens, der Stier, das Pferd, das (gemästete) Schwein und der irische Kampfhund die wichtigsten Tiere. Hier ist eine unübersehbare Parallele zur antiken griechischen Ilias zu erkennen. Auch finden sich Anklänge an die Mahabharata sowie an die Völund-Sage.
Später gerieten die Sagen des Ulster-Zyklus zugunsten des Finn-Zyklus immer mehr in Vergessenheit und wurden erst durch die neuere Literaturforschung wiederentdeckt.